# Eophileurus takakuwai
Eophileurus takakuwai är en skalbaggsart som beskrevs av Yamaya och Muramoto 2008. Eophileurus takakuwai ingår i släktet Eophileurus och familjen Dynastidae. Inga underarter finns listade i Catalogue of Life.